# Hatiora salicornioides

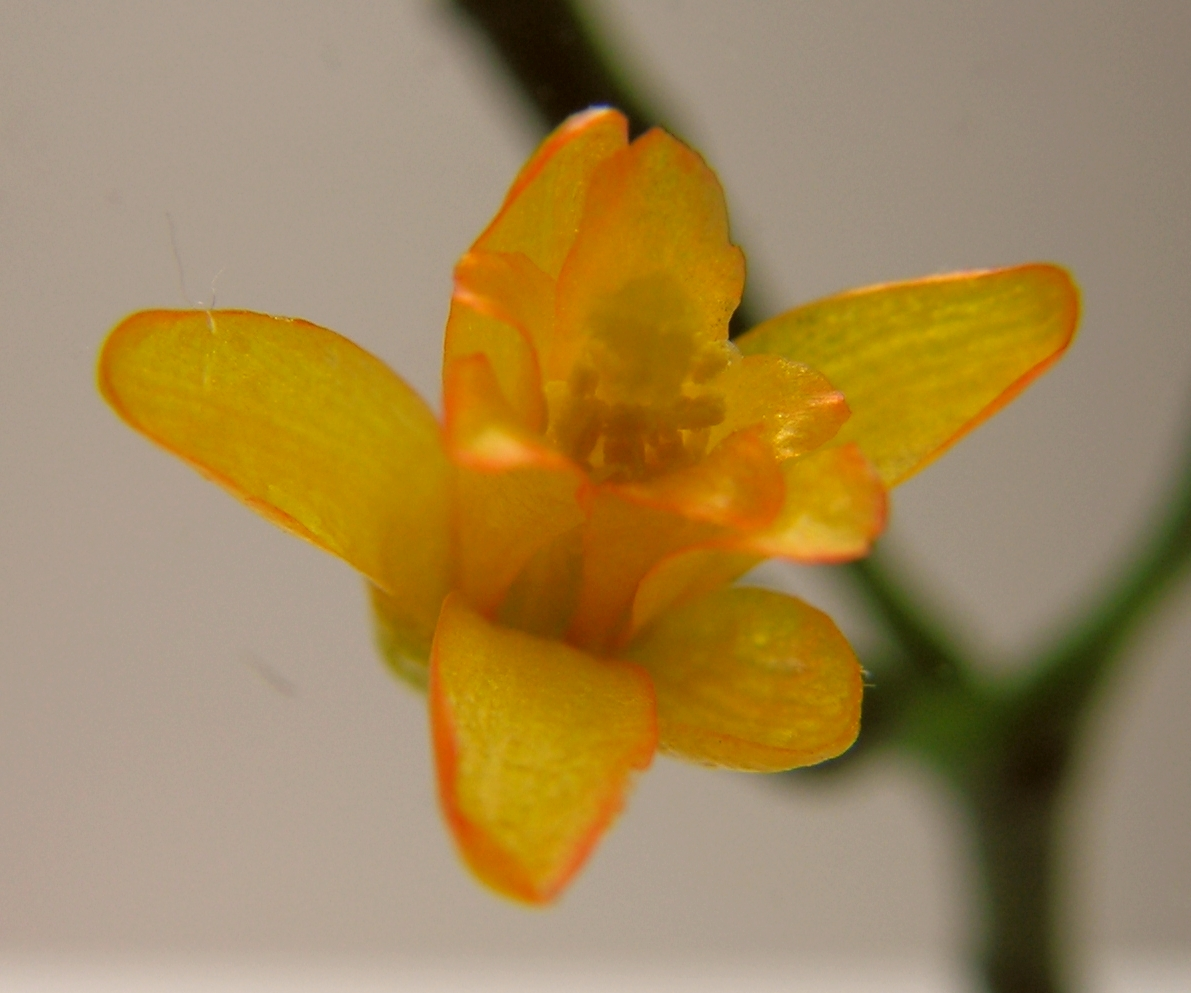
Blüte

Hatiora salicornioides ist eine Pflanzenart in der Gattung Hatiora aus der Familie der Kakteengewächse (Cactaceae). Das Artepitheton salicornioides leitet sich von der griechischen Endung -oides für ‚ähneln‘ und dem Namen der Gattung Salicornia ab.

## Beschreibung
Hatiora salicornioides wächst reich verzweigt mit aufrechten bis überhängenden oder hängenden Trieben, die im Alter verholzen. Sie erreicht Wuchshöhen von bis zu 1 Meter. Die tiefgrünen Triebsegmente sind 1,5 bis 5 Zentimeter lang und weisen Durchmesser von etwa 7 Millimetern auf. Sie sind keulenförmig, besitzen häufig einen deutlichen stielartigen Basisteil, sind manchmal verkehrt flaschenförmig und sind in Wirteln zu 2 bis 6 angeordnet. Die sehr kleinen Areolen sind mit kurzen, feinen Borsten besetzt.
Die goldgelben bis orangefarbenen Blüten sind 1 bis 2 Zentimeter lang und weisen ebensolche Durchmesser auf. Die kreiselförmigen, weißen Früchte sind durchscheinend.

## Verbreitung, Systematik und Gefährdung
Hatiora salicornioides ist in den brasilianischen Bundesstaaten Bahia, Minas Gerais, Espírito Santo, Rio de Janeiro, São Paulo und Paraná in Höhenlagen von 200 bis 1750 Metern verbreitet.
Die Erstbeschreibung als Rhipsalis salicornoides erfolgte 1819 durch Adrian Hardy Haworth. Nathaniel Lord Britton und Joseph Nelson Rose stellten die Art 1915 in die Gattung Hatiora. Weitere nomenklatorische Synonyme sind Cactus salicornioides (Haw.) Link & Otto (1822), Hariota salicornioides (Haw.) DC. (1834) und Hariota salicornioides (Haw.) Kuntze (1891).
Hatiora salicornioides ist sehr variabel.
In der Roten Liste gefährdeter Arten der IUCN wird die Art als „Least Concern (LC)“, d. h. als nicht gefährdet geführt.

## Nachweise